# Hideji Oda
Pour les articles homonymes, voir Oda (homonymie).
Hideji Oda (小田 ひで次, Oda Hideji) est un auteur de manga japonais, né à Hachimantai dans la préfecture d'Iwate (Japon).
Il passe trois ans dans une école de design et publie son premier manga en exerçant parallèlement la profession de masseur. Publié initialement chez Kōdansha, l'une des plus importantes maisons d'édition japonaises, il enseigne aujourd'hui le manga à l'université. Son manga Miyori no mori a été adaptée en dessin animé et diffusée sur la chaine Fuji Television.

## Ses œuvres
- Kakusan (拡散?, litt. « Diffusion »), Kōdansha 1995-1998 (Dispersion, Casterman 1995 puis collection Sakka 2005), 2 volumes ;
- Kū no sekai (クーの世界?, litt. « Le monde de Kū »), Kōdansha 2000, 2 volumes ;
- Miyori no mori (ミヨリの森?, litt. « La Forêt de Miyori »), Akita Shoten 2004-2008 (La Forêt de Miyori, Milan collection Kankô 2008-2009), 3 volumes ;
- Yume no akichi (夢の空地?, litt. « Le Terrain vague de rêve »), Asukashinsha 2005 (Le Terrain vague, Casterman collection Écritures 2005), one shot.